# Teotlalpan

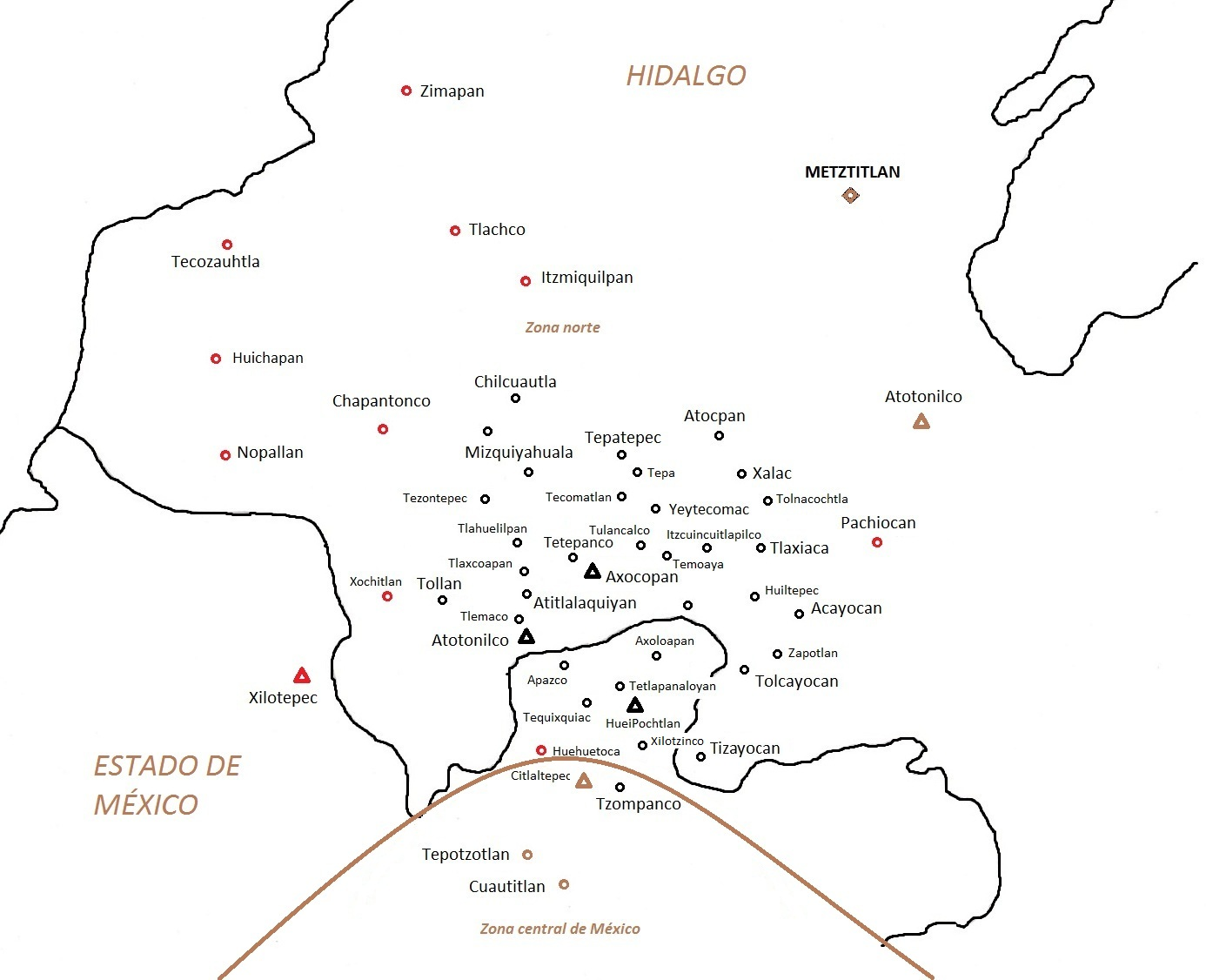
Teotlalpan

Teotlalpan is een woord in Nahuatl dat vertaald wordt als "in de vlakte". Het was een van de woorden die de Mexica gebruikten om het noorden in het algemeen of specifiek de droge vlaktes ten noorden van Tenochtitlan aan te duiden. In de 16e eeuw komt het woord in deze betekenis tweemaal voor in Spaanse teksten. In de 19e en 20e eeuw wordt de term opgevat als aanduiding die de Mexica gebruikten voor de Mezquital vallei in de deelstaat Hidalgo (zie afbeelding).